# Contea di Woodford (Illinois)
La contea di Woodford (in inglese Woodford County) è una contea dello Stato dell'Illinois, negli Stati Uniti. La popolazione al censimento del 2000 era di 35 469 abitanti. Il capoluogo di contea è Eureka.